# Episodi di Sentinel (prima stagione)
| nº | Titolo originale | Titolo italiano        | Prima TV USA   | Prima TV Italia |
| -- | ---------------- | ---------------------- | -------------- | --------------- |
| 1  | The Switchman    | Pilot                  | 20 marzo 1996  |                 |
| 2  | Siege            | La tenue linea azzurra | 27 marzo 1996  |                 |
| 3  | Killers          | Assassini              | 03 aprile 1996 |                 |
| 4  | The debt         | Bande di quartiere     | 10 aprile 1996 |                 |
| 5  | Cypher           | Il replicante          | 24 aprile 1996 |                 |
| 6  | Night train      | Treno di notte         | 01 maggio 1996 |                 |
| 7  | Rogue            | Ebola                  | 08 maggio 1996 |                 |
| 8  | Love and guns    | Amori e armi           | 15 maggio 1996 |                 |
| 9  | Attraction       | Attrazione             | 22 maggio 1996 |                 |
| 10 | Vow of silence   | Una tranquilla vacanza | 17 luglio 1996 |                 |